# Regina Hickmann

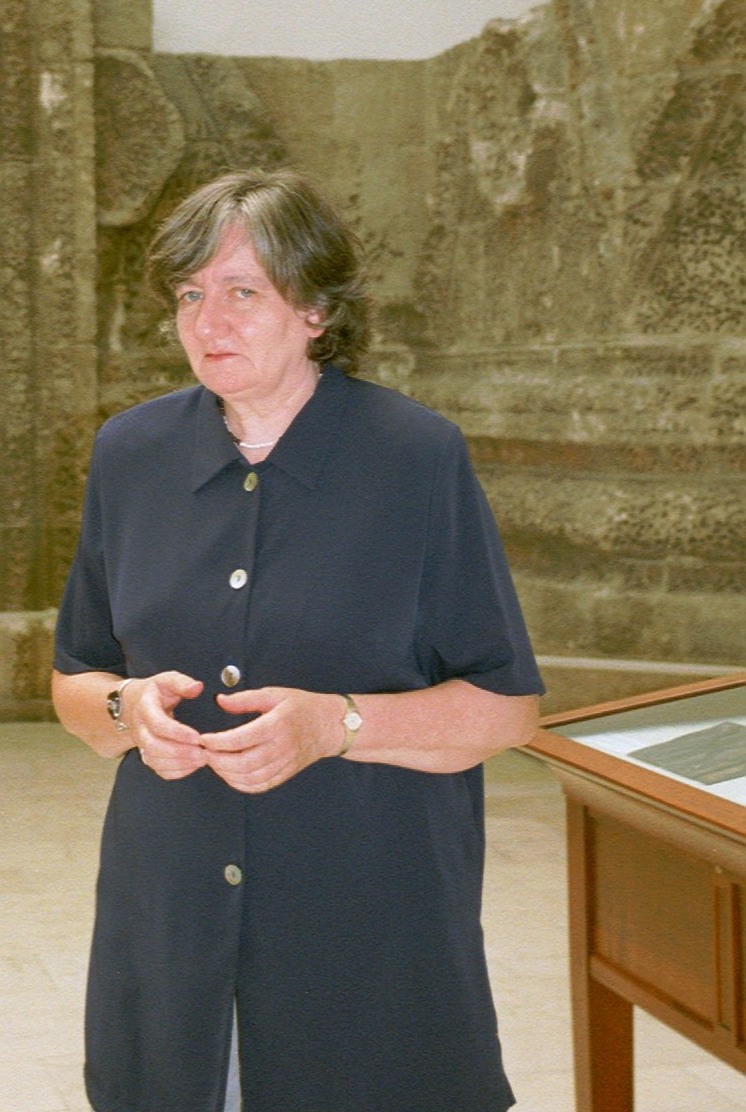
Regina Hickmann vor der Mschatta-Fassade im Museum für Islamische Kunst (2001)

Regina Hickmann (* 1938; † 2024) war eine deutsche Kunsthistorikerin für indische Kunst.

## Leben und Wirken
Regina Hickmann studierte 1956–1958 an der Friedrich-Schiller-Universität Jena Klassische Archäologie bei Robert Heidenreich, Kunstgeschichte, Ur- und Frühgeschichte und Alte Geschichte. Nach einem praktischen Jahr bei den Staatlichen Kunstsammlungen in Dresden setzte sie 1959 das Studium an der Humboldt-Universität zu Berlin mit Klassischer Archäologie als Haupt- und Kunstgeschichte im Nebenfach bis 1960 fort, bevor sie zur Kunstgeschichte als erstem und Indologie als zweitem Hauptfach wechselte. Mit einer Diplomarbeit über den modernen indischen Maler Krishna K. Hebbar schloss sie das Studium ab. Anschließend arbeitete sie in der „Forschungsgruppe Lexikon der Kunst“ des Kunsthistorischen Instituts der Humboldt-Universität.
Am 15. November 1965 wurde Hickmann wissenschaftliche Mitarbeiterin am Islamischen Museum der Staatlichen Museen zu Berlin (DDR). Sie führte 1972 die Ausstellung „Indische Miniaturen und Beispiele des Kunsthandwerks“ durch, in der erstmals die Kaschmir-Schule der indischen Miniaturmalerei als eigenständige Gruppe gezeigt wurde. In der Sonderausstellung „Meisterwerke der Mogulmalerei – Indische Albumblätter“ (1981–82) wurden erstmals auch Kalligrafien mit ihren Übersetzungen aus den Sammelalben gezeigt. Regina Hickmann hielt außerdem Seminare zur islamischen Kunst und Buchkunst sowie zur indischen Miniaturmalerei ab.
Seit 1. Dezember 1994 war sie bis zum 30. Juni 2001 im Museum für Indische Kunst in Berlin tätig und zuletzt dessen stellvertretende Direktorin.

## Publikationen (Auswahl)
Regina Hickmann veröffentlichte Bücher über indische und islamische Kunst.
- Miniaturen, Volks- und Gegenwartskunst Indiens, 1975
- Analysen zur Komposition des Gruppenbildes in der Mogulmalerei des 17. Jahrhunderts, 1976
- Die Bekehrung des Königs Nami Legenden aus der Uttaradhyayana-Sutra; mit Miniaturen aus einer Jaina-Handschrift, 1979 (Übers. von Wolfgang Morgenroth).
- Indische Albumblätter. Miniaturen und Kalligraphien aus der Zeit der Moghul-Kaiser, 1979, zu einem der Schönsten Bücher der DDR gewählt; Reproduction of treasures displayed at an exhibition at National Museum, New Delhi; Indian Museum, Calcutta and National Gallery of Modern art at Mumbai
- Die Kashmir-Miniaturen des Staatlichen Museums für Völkerkunde Dresden, 1986
- Schätze islamischer Buchkunst, 1989
- Islamische Kunst, 1990, mit Volkmar Enderlein
- Zum Bildnis Kaiser Babars, 1990
- Kunst der Moghul-Zeit, 1991
- Meisterwerke der Moghul-Zeit; indische Miniaturen des 17. und 18. Jahrhunderts aus dem Museum für Islamische Kunst der Staatlichen Museen zu Berlin, Stiftung Preussischer Kulturbesitz, 1993, mit Volkmar Enderlein
- Treasures of Indian art. Germany’s tribute to India’s cultural heritage, 1998, mit Raffael Dedo Gadebusch,
- Die indische Miniaturmalerei, 2000
- Das indische Kunsthandwerk, 2000
- Magische Götterwelten: Werke aus dem Museum für Indische Kunst, Berlin, 2000, mit Marianne Yaldiz